# Lijst van afleveringen van One Tree Hill (seizoen 1)

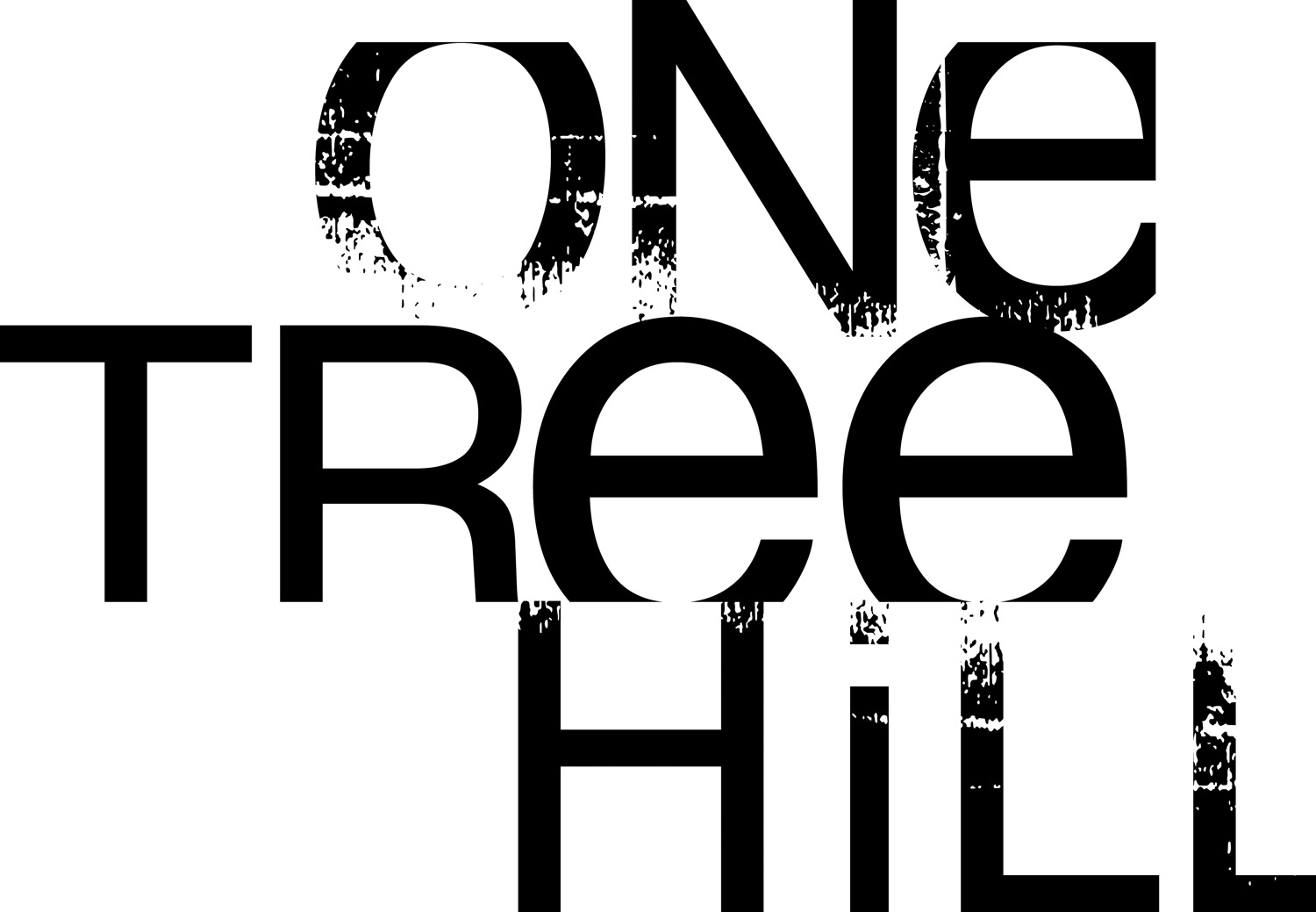
Logo

Deze lijst bevat de afleveringen van het eerste seizoen van One Tree Hill, een Amerikaanse televisieserie van de zender The CW.

## Overzicht
| 1  | Pilot                                     | 23 september 2003 |
| 2  | The Places You Have Come to Fear the Most | 30 september 2003 |
| 3  | Are You True?"                            | 7 oktober 2003    |
| 4  | Crash Into You                            | 14 oktober 2003   |
| 5  | All That You Can't Leave Behind           | 21 oktober 2003   |
| 6  | Every Night is Another Story              | 28 oktober 2003   |
| 7  | Life in a Glass House                     | 4 november 2003   |
| 8  | The Search for Something More             | 11 november 2003  |
| 9  | With Arms Outstretched                    | 18 november 2003  |
| 10 | You Gotta Go There to Come Back           | 20 januari 2004   |
| 11 | The Living Years                          | 27 januari 2004   |
| 12 | Crash Course in Polite Conversations      | 3 februari 2004   |
| 13 | Hanging by a Moment                       | 10 februari 2004  |
| 14 | I Shall Believe                           | 17 februari 2004  |
| 15 | Suddenly Everything Has Changed           | 24 februari 2004  |
| 16 | The First Cut is the Deepest              | 2 maart 2004      |
| 17 | Spirit in the Night                       | 6 april 2004      |
| 18 | To Wish Impossible Things                 | 13 april 2004     |
| 19 | How Can You Be Sure?                      | 20 april 2004     |
| 20 | What Is and What Should Never Be          | 27 april 2004     |
| 21 | The Leaving Song                          | 4 mei 2004        |
| 22 | The Games That Play Us                    | 4 mei 2004        |

## Pilot

### Verhaal
Terwijl Nathan Scott het winnende schot maakt voor de Ravens, speelt Lucas Scott tegelijkertijd basketbal op de River Court. Na de wedstrijd steelt Nathan met zijn team een bus en rijden er, onder invloed van drank, mee rond. Ze worden betrapt, waarna een groot deel van het team wordt geschorst.
De volgende dag vraagt Keith Scott aan Whitey Durham of Lucas lid mag worden van de Ravens. Nadat hij wordt geaccepteerd stelt een verontwaardigde Nathan een basketbalwedstrijd voor. Als Lucas wint, stapt Nathan uit het team. Als Nathan wint, wordt Lucas niet lid van de Ravens.
Wanneer Lucas wint van Nathan, vertelt hij dat Nathan niet hoeft te stoppen. Ook lijkt hij hierna een connectie te hebben met Peyton Sawyer, Nathans vriendin, die hij al eerder die dag tegenkwam.

### Gastrollen
- Antwon Tanner als Antoine "Skills" Taylor
- Bryan Greenberg als Jake Jagielski
- Lee Norris als Marvin "Mouth" McFadden
- Colin Flickes als Jimmy Edwards
- Brett Claywell als Tim Smith
- Cullen Moss als Junk Moretti
- Vaughn Wilson als Ferguson "Fergie" Thompson
- Shawn Shepard als Principal Turner
- John Keenan als Officer Wayman
- Melissa Claire Egan als Melody

## The Places You Have Come To Fear The Most

### Verhaal
Een oncomfortabele Lucas blijkt slecht te spelen tijdens zijn eerste wedstrijd vanwege de druk die er op hem staat. Nathan geniet met volle teugen van het verlies dat Lucas lijdt, waarna Peyton boos op hem wordt. Ondertussen vraagt Keith aan Karen Roe waarom ze niet naar de gymzaal is gegaan om Lucas aan te moedigen. Ze vertelt te veel herinneringen daar te hebben.
Wanneer Peyton later terugkomt naar de verlaten gymzaal, treft ze Lucas aan. Het wordt duidelijk dat de cheerleader niet tevreden is met haar leven. Echter, dit laat ze niet blijken aan Lucas. Later die dag krijgt Peyton telefoon van Nathan, die het goed wil maken.
Op de volgende schooldag belanden Lucas en Nathan in een gevecht. Dan Scott vertelt dat Nathan rustig aan moet doen. Lucas krijgt een meer zwaardere aanpak van zijn teleurgestelde moeder. Lucas ontdekt dat hij niet meer voor het team wil spelen, aangezien hij niet wil eindigen als zijn vader. Wanneer Keith de mening van Lucas over basketbal wil veranderen, wordt Peyton boos op hem als ze ontdekt dat Lucas haar tekeningen heeft bekeken.
Wanneer zijn volgende wedstrijd er aan komt, ziet Lucas in dat veel mensen hem steunen, waarna hij stopt met het overwegen om het team te verlaten. Voordat zijn tweede wedstrijd begint, vertelt hij aan Peyton dat haar kunst erg veel voor hem betekent.

### Gastrollen
- Brett Claywell als Tim Smith
- Jason Davis als Mr. Kelly
- Colin Flickes als Jimmy Edwards
- Bryan Greenberg als Jake Jagielski
- Lee Norris als Marvin "Mouth" McFadden
- Antwon Tanner als Skills Taylor
- Vaughan Wilson als Fergie

## Are You True?

### Verhaal
Wanneer Lucas populair begint te worden binnen het basketbalteam, is Nathan niet blij. Aangemoedigd door zijn vader, probeert hij Lucas dan ook weg te pesten. Hij haalt al snel het team over om hem te helpen. Ondertussen treft Lucas een naakte Brooke Davis in zijn auto aan. Hoewel hij haar afwijst, lijkt ze het duidelijk nog niet op te geven. De stijgende populariteit van Lucas lijkt ook effect te hebben op zijn moeder, die uitgenodigd wordt door Karens oude klasgenoten.
Aangezien het Nathan niet lukt Lucas te raken met zijn pogingen om het hem zo zuur mogelijk te maken, probeert hij hem woedend te maken door zijn beste vriendin Haley James te verleiden. Ondertussen krijgt ook Karen het moeilijk als haar oude klasgenoten bekendmaken dat ze vinden dat Lucas het niet verdient om voor het team te spelen. Wanneer Karen het opneemt voor haar zoon, vertrekt ze vervolgens.
Peyton besluit haar tekeningen te geven aan een bewerker van een krant. Hoewel hij in eerste instantie haar tekeningen wil wijzigen, maakt Peyton duidelijk dat haar tekeningen aangeven hoe ze is. Uiteindelijk besluit de bewerker met haar mee te gaan. Op hetzelfde moment zegt Haley dat ze bijles wil geven aan Nathan als hij Lucas met rust laat. Nathan stemt toe.
Terwijl Karen haar excuses aanbiedt aan haar oude klasgenoten, vertelt Lucas aan Nathan dat hij net zo goed kan opgeven, omdat hij niet door hem zal stoppen met het team.

### Gastrollen
- Brett Claywell als Tim Smith
- Bryan Greenberg als Jake Jagielski
- Amy Parish als Shari Smith
- Cedric Pendleton als Jeff Nelson
- Jason Davis als Mr. Kelly
- Corey Jackson als Brandon
- Rhoda Grillis als Rachel
- Melissa Ponzolo als Alice
- Leigh Jones als Pretty Girl
- Mark Tschudl als Kid

## Crash Into You

### Verhaal
Haley is bang als Lucas besluit om met het team naar een after-party in het strandhuis van Nathan te gaan. Als Lucas de rijkdom ziet, die hij altijd gemist heeft, vraagt hij eindelijk aan zijn moeder waarom Dan hem heeft genegeerd. Ondertussen, komt de moeder van Nathan terug. Omdat Nathan betrokken was bij een aanrijding. Deb gaat dan naar Karen en vraagt haar om advies. Peyton en Nathan groeien steeds verder uit elkaar. Deze aflevering is geïnspireerd op een nummer van Dave Matthews Band genaamd: Crash Into Me.

### Gastrollen
- Brett Claywell als Tim Smith
- Sarah Edwards als Theresa
- Barbara Alyn Woods als Deb Scott

## All That You Can't Leave Behind

### Verhaal
Als Lucas Keith vraagt om mee te spelen met de jaarlijkse Vader en Zoon basketbal wedstrijd, realiseerd Lucas zich dat hij altijd een betere vader heeft gehad dan Nathan. Dan vernederd Nathan publiekelijk in de wedstrijd. Ondertussen heeft Peyton het moeilijk met de dood van haar moeder en vindt een bondgenoot in Whitey. Haley blijft Nathan bijles geven. En Lucas heeft het moeilijk met de ontwikkelende vriendschap tussen Haley en Nathan.

### Gastrollen
- Brett Claywell als Tim Smith
- Barbara Alyn Woods als Deb Scott